# Blinky Bill, el coala
Blinky Bill, el coala (originalment en anglès, Blinky Bill the Movie) és una pel·lícula de comèdia d'aventures animada per ordinador del 2015 coproduït entre l'Austràlia, Irlanda i Índia basada en el personatge de Blinky Bill, un coala antropomòrfic creat per Dorothy Wall per a una sèrie de llibres infantils el 1933. La pel·lícula va ser produïda per Flying Bark Productions i en part distribuïda i coproduïda per Assemblage Entertainment i Telegael. Es va estrenar als cinemes el 20 de gener de 2017 amb doblatge català.
La pel·lícula va ser seguida per una sèrie de televisió de 26 capítols, The Wild Adventures of Blinky Bill, que es va emetre a Seven Network el 2016.

## Sinopsi
Blinky Bill és un coala amb una gran imaginació que somia a deixar la petita ciutat de Green Patch i seguir els passos del seu pare, un gran explorador que va desaparèixer fa un temps. El Blinky és l'únic que creu que segueix amb vida, per això quan descobreix una nova pista sobre el seu parador decideix embarcar-se en una gran aventura que el portarà més enllà de les fronteres de Green Patch. Aviat coneixerà la Nutsy, una coala del zoo, i el Jacko, un llangardaix molt especial i d'allò més nerviós. Perseguits per un gat venjatiu que els té mania, els tres hauran d'aprendre a treballar junts si volen sobreviure a l'Austràlia més salvatge i trobar el pare del Blinky.